# ميشيل بينيتا
ميشيل بينيتا (بالفرنسية: Michel Benita)‏ هو عازف جاز وملحن فرنسي، ولد في 29 يوليو 1954 في الجزائر في الجزائر.

## وصلات خارجية
- الموقع الرسمي
- ميشيل بينيتا على موقع ميوزك برينز (الإنجليزية)
- ميشيل بينيتا على موقع أول ميوزيك (الإنجليزية)
- ميشيل بينيتا على موقع ديسكوغز (الإنجليزية)